# 若林俊輔
若林 俊輔（わかばやし しゅんすけ、1931年11月9日 - 2002年3月2日）は、日本の英語教育学者、東京外国語大学名誉教授。

## 略歴
- 1931年 山形県鶴岡市に生まれる
- 1950年 群馬県立藤岡高等学校卒業
- 1955年 東京外国語大学英米学科卒業、文京区立第六中学校教諭[1]
- 1964年 群馬工業高等専門学校専任講師
- 1966年 東京工業高等専門学校専任講師
- 1970年 東京学芸大学教育学部専任講師、財団法人語学教育研究所研究員
- 1979年 東京学芸大学教授
- 1980年 東京外国語大学教授
- 1984年 財団法人語学教育研究所理事、日本英語教育史学会会員
- 1990年 語学教育研究所パーマー賞委員会委員長
- 1992年 語学教育研究所常務理事
- 1994年 東京外国語大学定年退官、名誉教授
- 1995年 都留文科大学教授
- 1997年 定年退官、拓殖大学外国語学部教授
- 2000年 国際教育協議会「合塾」専務理事、財団法人語学教育研究所理事長（～2002年3月）
- 2002年 拓殖大在職中に死去、70歳

## 著書

### 単著
- 1966年 『英語の文字』 岩崎書店
- わかる英語1 三省堂 1982.3
- 1983年 『これからの英語教師 ― 英語授業学的アプローチによる30章』 大修館書店
- 1990年 『英語の素朴な疑問に答える36章』 ジャパンタイムズ

### 共編著
- 1980年 『昭和50年の英語教育』大修館書店
  - （伊村元道共著）『英語教育の歩み－変遷と明日への提言』中教出版
- 旺文社ジュニア英和辞典、1980
- 旺文社ジュニア和英辞典、1980
- 1982年（隈部直光共編著）『亡国への学校英語　いま、この国民的課題を、中学生をもつ父母とともに考える』英潮社
- 英語教育にロマンを 小川芳男共編 三省堂 1984.10
- つまずく生徒とともに 小川芳男共編 三省堂 1984.10
- 1993年（根岸雅史共著）『無責任なテストが「落ちこぼれ」を作る ― 正しい問題作成への英語授業学的アプローチ』大修館書店
- 1995年 『NHK CD基礎英語 ― リスニング講座 (1)』
- 1997年 『ヴィスタ英和辞典』三省堂

### 記念論集
- 1991年 『英語授業学の視点 ― 若林俊輔教授還暦記念論文集』三省堂